# Alto Paraíso de Goiás (kommun)
Alto Paraíso de Goiás är en kommun i Brasilien.   Den ligger i delstaten Goiás, i den centrala delen av landet, 180 km norr om huvudstaden Brasília. Antalet invånare är 6 864.
Följande samhällen finns i Alto Paraíso de Goiás:
- Alto Paraíso de Goiás

Omgivningarna runt Alto Paraíso de Goiás är huvudsakligen savann. Runt Alto Paraíso de Goiás är det mycket glesbefolkat, med 2 invånare per kvadratkilometer.